# 中華民國陸軍馬祖防衛指揮部莒光守備大隊
陸軍馬祖防衛指揮部莒光守備大隊，為中華民國陸軍駐守於莒光地區的陸軍部隊，隊名「莒光部隊」，編配在陸軍馬祖防衛指揮部。

## 沿革

### 戡亂時期
- 1945年，福建省海上保安隊進駐莒光島。
- 1949年8月，福建海上保安第一縱隊進駐，有效控制閩江口、平潭水域。
- 1952年年5月，增派國軍第57師一個連，搭配「閩保縱隊」駐防，歸屬金門防衛部。
- 1953年年初，海保縱隊部份奉命由白犬(莒光)島開赴金門整訓。同年2月13日參與突擊湄洲島、7月16日突擊東山島，創造「永不褪色的碧血」之最高榮譽。返回莒光島編入反共救國軍突三大隊，與東引突一、二大隊、烏坵突四大隊進行輪調協防，實施小型突擊及摸哨行動。
- 1953年10月，陸軍第18師53團接替防務，為正式進駐國軍。
- 1955年3月24日，歸屬國防部的馬祖守備區指揮部成立，在本鄉設白犬守備隊，由陸軍第84師及配屬57師170團駐防，上校副師長王枝春兼白犬守備隊隊長。另有反共救國軍第二大隊46支隊及野戰砲兵226營(營長徐新民中校)協防，時無碼頭，重武器以漁船駁運登陸；無道路，以人力克服困難，優先搬運75山砲至山頂定位，再將彈藥、糧秣次第運達各據點，完成初步作戰準備。還有敵後閩北工作處等單位擔任東、西犬(莒)守備，於3月28日部署完畢。
- 1955年6月8日，反共救國軍第46支隊調金門，而第三軍第534工兵營第一連配屬白犬守備隊，這一年大陳島、南麂島、披山島轉進，本區進入緊急狀態，台海戰雲瀰漫。
- 1955年8月至11月，第226山砲營及611榴砲營先後進駐白犬，配屬白犬守備隊。
- 1955年9月，反共救國軍第一縱隊突擊第三大隊奉命配屬，進駐東莒島。
- 1957年5月1日，執行「五嶽演習」，部隊接防，本鄉兩島由第51師151團及153團之第三營駐防，白犬守備隊隊長由魏巍（江蘇淮寧人，軍校16期）接任。東犬指揮官為劉則華接任，次年東犬指揮官為劉曼谷中校。
- 1959年5月1日，杲明哲（軍校15期）接任守備隊長。並配合反共救國軍第一總隊第一大隊和高砲四團及配屬高砲營連協防。
- 1959年10月1日，執行「鴻達演習」，反共救國軍第一總隊第四大隊及陸軍49師145、146、147團之3個42砲連進駐，由上校副師長顏家木（湖南人，軍校16期）主事。
- 1960年3月26至29日，執行「崑崙演習」陸軍反共救國軍突擊大隊由澎湖移防東引，東引第四突擊隊移防東莒，東莒第二突擊隊啟程赴烏坵接防。
- 1960年5月，陸軍第26師第77團及一個營駐守東犬，該師派副師長一員擔任白犬指揮官。
- 1960年9月中旬，美軍顧問組陸軍鮑凱組長訪問此間，為增強本區砲兵火力，建議東犬全部部隊應為國軍正規部隊，俾便接受美援。
- 1961年6月12日，執行「海象演習」，調整防務，由第27師81團駐守白犬。
- 1962年6月下旬，步兵第84師之251團增防白犬，原第27師81團調往南竿。
- 1963年2月10日，執行「金獅演習」，由獨立第32師76團接防第84師251團駐守白犬列島，該師曾接受日本顧問「白團」的實驗，舉凡武器開發、戰術研習，又稱「實驗部隊」，因不雅又改稱「實踐部隊」。
- 1964年5月3日，執行「怒獅演習」部隊再次移防。
- 1965年5月16日，馬祖防衛司令部成立，「白犬守備隊」改為「白犬守備區」，指揮官為蘇志遠上校。時本區有防砲四團所屬102營進駐，擁有90高砲一個連。
- 1967年5月1日，執行「衛星演習」，部隊換防，改由第10師虎嘯部隊第28團接防。12月2日，防區執行「飛鳥演習」，由第26師78團接防白犬。
- 1969年10月18日，東犬砲兵榴砲部隊615營調離本防區，其任務由612營接替。
- 1971年10月15日，本鄉由白犬鄉改為莒光鄉，原「白犬守備區」亦改稱為「莒光守備區」。
- 1972年6月17日，執行「吳國演習」，莒光守備區第93師第278旅移防，由第68師第203旅接替。
- 1975年7月，執行「安馬演習」，兵力調整，改由輕裝步兵師守備，是月，步兵第84師與第57師對調。
- 1976年3月2日，執行「永嘉演習」，由第24師接替防務。
- 1977年2月9日，第109師駐防，陸軍總司令馬安瀾上將蒞臨本防區，主持第109師師長兼指揮官常毓琦少將佈達典禮。
- 1978年3月24日，執行「同安演習」，第249師接替第109師防務。
- 1979年5月6日，東莒防砲第214營及砲兵638營第二連移防。
- 1980年1月18日，執行「鎮江演習」，本區由第210師接替第249師防務。
- 1983年8月，執行「陸鵬三號演習」，莒光師改為以營為單位輪調。

莒光地區指揮部（民國73.04.16至88.03.31）
- 1984年4月16日，莒光守備區完成整編及兵力部署調整，莒光249師則改編為「莒光指揮部」，並使用雙銜，代號為「莒光部隊」。
- 1984年8月，執行「陸精四號專案」整編，指揮部改為「莒光地區指揮部」，簡稱「莒指部」。

### 精實時期
- 1999年4月1日，因應「精實案」，「莒光指揮部」改編為「陸軍步兵第一九四旅」，或稱「陸軍莒光守備旅」。

### 精進時期
- 2006年7月，因應「精進案」，改編為「陸軍馬祖防衛指揮部莒光地區指揮部」。

### 精粹時期
- 2014年3月24日，因應「精粹案」，改編為「陸軍馬祖防衛指揮部莒光守備大隊」。

## 組織

### 指揮管轄
- 大隊長 一位 上校

### 下轄單位
- 隊部及本部連
- 機械化步兵連
- 步兵連
- 混合砲兵連